# Hortulus Animæ
Hortulus Animæ (« Le Jardinet de l'âme »), en allemand Seelengärtlein et en polonais Raj duszny, est un petit ouvrage de piété publié initialement en langue latine dans les dernières années du XVe siècle. Très populaire au siècle suivant, il a connu de nombreuses rééditions et traductions, entre autres à Lyon et à Cracovie. Son titre complet est Hortulus Animæ, cum Oratiunculis aliquibus superadditis quæ in prioribus Libris non habentur (« Le Jardinet de l'âme, augmenté de quelques petites méditations qui ne figurent pas dans les livres précédents »). 
La principale singularité de cet ouvrage tient à ses illustrations, sous forme d'enluminures puis de gravures sur bois dans ses éditions ultérieures, notamment celles de Hans Springinklee et d'Erhard Schön.

## Histoire
La première édition connue de l'Hortulus Animæ, datée du 13 mars 1498, a été imprimée à Strasbourg par Wilhelm Schaffener de Rappoltsweiler, suivie à partir de 1501 par diverses publications en Allemagne et en Alsace, comme celle de Johann Grüninger à Strasbourg en 1501. Il existe au moins une version de Johann Clein et Anton Koberger, imprimée par Fugger et datée du 9 février 1513 d'après son colophon. Des éditions plus tardives sont ornées par des gravures de Hans Springinklee et d'Erhard Schön ; on en dénombre 18 entre 1516 et 1521, toutes illustrées par ces deux artistes. D'autres versions, manuscrites, comportent des miniatures, par exemple celle de Vienne (Cod. Bibl. Pal. Vindobonensis, 2706, 1907).
Une version de Biernat de Lublin publiée en 1513 par Florian Ungler à Cracovie passe pour être le premier livre imprimé entièrement en langue polonaise. Son dernier exemplaire a disparu au cours de la Seconde Guerre mondiale.

## Contenu

### Signification
Au Moyen Âge, un hortulus, ou « jardinet », est un jardin potager à vocation utilitaire, ainsi que le souligne l'auteur dès les premières lignes : « Ortulus exiguus varias ut sæpe salubres/ Herbas producit, quas medicina probat » (« Un petit jardin produit souvent une variété d'herbes curatives dont la médecine connaît le prix »). Les prières et les méditations contenues dans le livre font donc figure de « simples » qui ont pour fonction d'assainir les âmes pieuses (« mentis pharmaca sacræ »), tout comme un ouvrage homonyme paru quelques années plus tôt. Le parallélisme entre le jardin et la mystique procède d'une allégorie fréquente dans le christianisme médiéval.

### Jugement de D'Israeli
Dans ses Curiosities of Literature (1791-1823), Isaac D'Israeli classe l'Hortulus Animæ parmi les religious nouvelettes et décrit l'exemplaire qu'il a en main : une édition de Grüninger, « petit in-octavo en lettres gothiques ». Dans cet ouvrage où la « romance » vise à « rendre la religion plus attirante pour certaines imaginations surchauffées », D'Israeli relève qu'une bonne part des réflexions « sont aussi puériles que superstitieuses », ce qui lui semble excusable en raison de l'ignorance et de la superstition de l'époque. En revanche, il adresse de vives critiques aux illustrations.

### Postérité littéraire
Edgar Allan Poe mentionne l'Hortulus Animæ dans la dernière phrase de sa nouvelle « The Man of the Crowd » (1840) : « The worst heart of the world is a grosser book than the "Hortulus Animæ", and perhaps it is but one of the great mercies of God that "er lasst sich nicht lesen". » Dans sa version française, « L'homme des foules », Charles Baudelaire traduit par : « Le pire cœur du monde est un livre plus rebutant que le Hortulus animæ, et peut-être est-ce une des grandes miséricordes de Dieu que es lasst sich nicht lesen — qu’il ne se laisse pas lire. »